# Ali Fáez Atijja
Ali Fáez Atijja (arabul: علي فائز عطية; Bagdad, 1994. szeptember 9. –) iraki labdarúgó, az élvonalbeli Erbil SC hátvédje. Magát a halott labdák specialistájának tartja.

## Pályafutása

### A válogatottban
2013. augusztus 14-én mutatkozott be az iraki válogatottban a Chile elleni barátságos mérkőzésen. Bekerült Irak 2015-ös Ázsia-kupa keretébe, de a tornán nem lépett pályára. Első válogatott gólját két évvel a torna után szerezte: 2017. december 26-án a Katar elleni mérkőzésen. A mérkőzés 2–1-es iraki győzelemmel zárult. Bekerült Irak 2016-os nyári olimpiai keretébe is.

## Sikerei, díjai
Al-Shorta
- Iraki szuperkupa : 2019

### A válogatottal
Irak
- Ázsia-kupa negyedik helyezett: 2015
- Öböl-kupa: 2023

Irak U-23
- U23-as Ázsia-bajnokság: 2013

Irak U-20
- U19-es Ázsia-bajnokság ezüstérmes: 2012
- U20-as labdarúgó-világbajnokság, 4. hely: 2013